# Нееловка (Саратовская область)
Нееловка — село в Татищевском районе Саратовской области.

## География
Расположено село в восточной части района, в верхнем течении реки Старый Курдюм. Окрестные сёла: Вязовка, Губаревка, Мизино-Лапшиновка, Новополье, Ченыкаевка.
Улицы:
-Дорожная
-Центральная
-Заречная
-Мира

## Население
| 2002 | 2010 |
| ---- | ---- |
| 449  | ↘317 |